# Paul Jandl

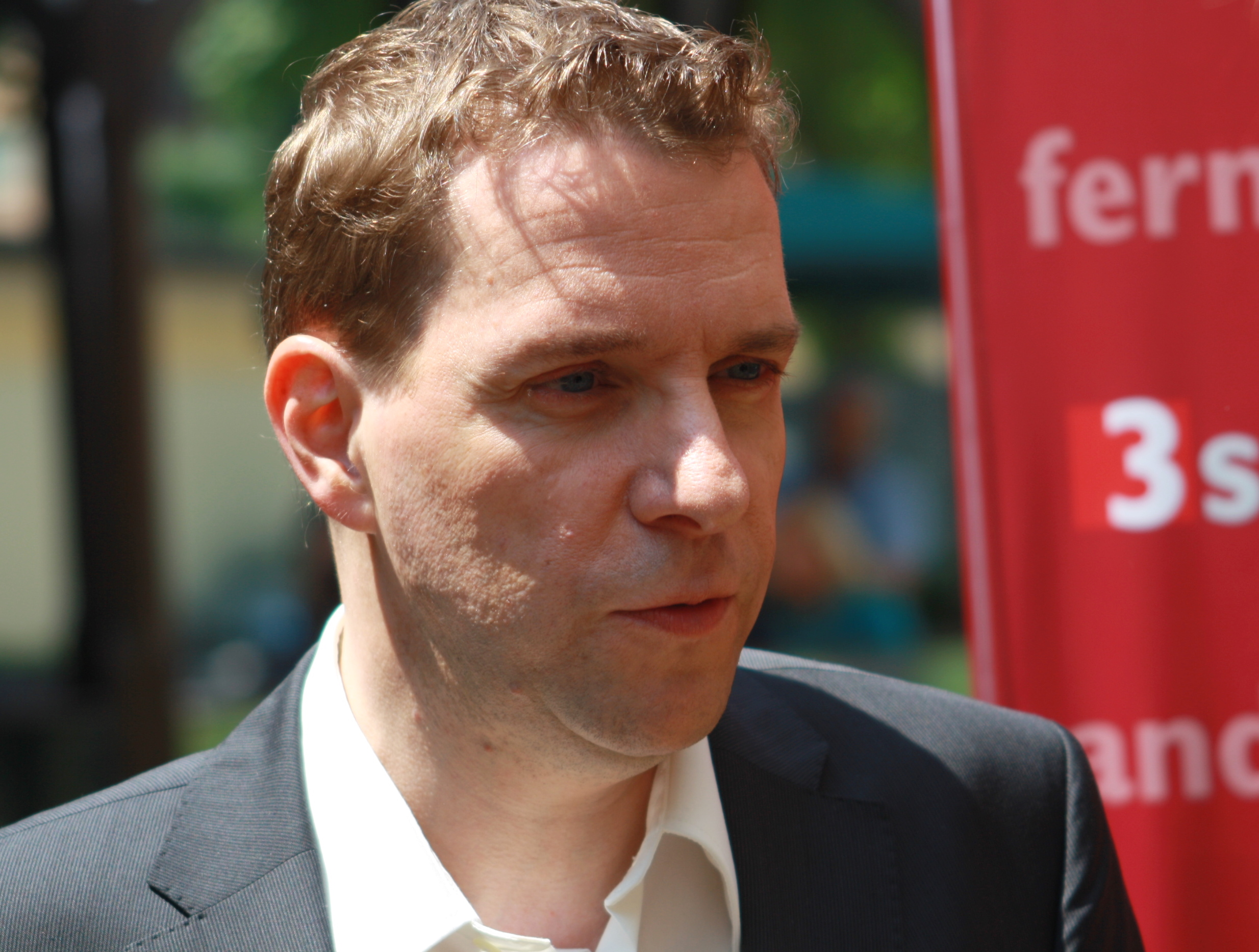
Paul Jandl (2010)

Paul Jandl (* 1962 in Wien) ist ein österreichischer Kulturjournalist und Literaturkritiker. Er lebt in Berlin.

## Leben
Paul Jandl studierte Germanistik und Philosophie an der Universität Wien. Zwischen 1992 und 2009 berichtete er als Wiener Kulturkorrespondent für das Feuilleton der NZZ. Seit 2010 arbeitet er als Kritiker und Korrespondent für die Zeitung Die Welt. Von 2010 bis 2013 war er als Lektor des Jung und Jung Verlags tätig. Von 2013 bis 2015 hat Paul Jandl das Literaturprogramm des Müry Salzmann Verlags mit Sitz in Salzburg und Berlin gestaltet. Paul Jandl ist Mitglied der Jury beim Ernst-Jandl-Preis (er ist mit dem Dichter Ernst Jandl nicht verwandt). Von 2009 bis 2013 war er Mitglied der Jury des Ingeborg-Bachmann-Preises.
2008 war Jandl Gastdozent als Max Kade Critic in Residence an der Washington University in St. Louis. Er nahm Lehraufträge zur Literaturkritik an verschiedenen Universitäten im deutschsprachigen Raum wahr.

## Werke
- Architektur- und Landschaftszwänge. Zur Raumthematik in Hermann Burgers Roman „Schilten“. Diplomarbeit, Universität Wien, 1990

Herausgeberschaft:
- Landnahme. Der österreichische Roman nach 1980. Böhlau Verlag, Wien 1989, ISBN 3-205-05245-5

## Auszeichnungen
- 2005: Österreichischer Staatspreis für Literaturkritik[2]